# Drzewica
Drzewica é um município da Polônia, na voivodia de Łódź e no condado de Opoczno. Estende-se por uma área de 4,9 km², com 3 945 habitantes, segundo os censos de 2016, com uma densidade de 820,2 hab/km².